# École supérieure du commerce extérieur
L'École supérieure du commerce extérieur (ESCE) est une école de commerce située à Paris La Défense et à Lyon dans le VIIe arrondissement.
Membre de la conférence des grandes écoles et accréditée EFMD Programme Accreditation System (EPAS), elle délivre un diplôme visé conférant le grade de master. Elle appartient depuis 2016 au groupe Omnes Éducation.

## Histoire
L’ESCE est fondée à Paris en 1968 par quatre professeurs, un d’entre eux, Jean Raby, à l’initiative de Business France. En 1991, elle bénéficie de la reconnaissance par l’État du diplôme de l’école.
L’ESCE co-fonde en 1992 le concours Sésame. Le groupe américain Laureate International Universities prend le contrôle de l’ESCE et devient son nouveau propriétaire en 2001.
Un partenariat stratégique est noué avec l’UIBE Pékin en 2004 et en 2009 le diplôme de l’école est revêtu du grade de master.
L'établissement est admis au sein de la conférence des grandes écoles en 2012 et l’accréditation internationale EPAS est obtenue en 2015 .
L'année suivante, elle vend ses actifs français afin d’alléger sa dette en vue de réaliser son introduction en bourse. Le repreneur est le groupe INSEEC U. (maintenant OMNES Education).

## Campus
Auparavant située au sein du Pôle universitaire Léonard-de-Vinci, dans le quartier d'affaires de La Défense, l'école emménage en 2012 dans l'ancien siège historique de DCNS (direction des constructions navales) occupé depuis 1926, au 10 rue Sextius-Michel dans le 15e arrondissement. Ce bâtiment de 13 000 m2 rénové est un campus partagé avec l'ECE, L'EBS, Sup de Pub et l'IFG CNOF, du même groupe, et est plus proche des deux autres bâtiments de l'ECE (sur le quai de Grenelle).
L'ESCE Paris collabore avec l'Institut d'administration des entreprises de Poitiers pour certaines formations diplômantes.
À la rentrée 2022, l'ESCE revient à La Défense pour rapprocher ses étudiants des entreprises et grands groupes présents sur place.

## Élèves
En 2017, les start-ups créées par des Alumni étaient médiatisées, notamment Zenly (rachetée par Snapchat pour 300M$), mais également Simplifield ou Interactive Mobility.